# Atemptats de Londres del 7 de juliol de 2005

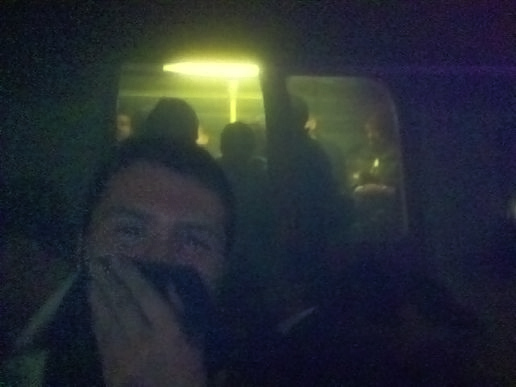
Persones atrapades a l'interior del metro.

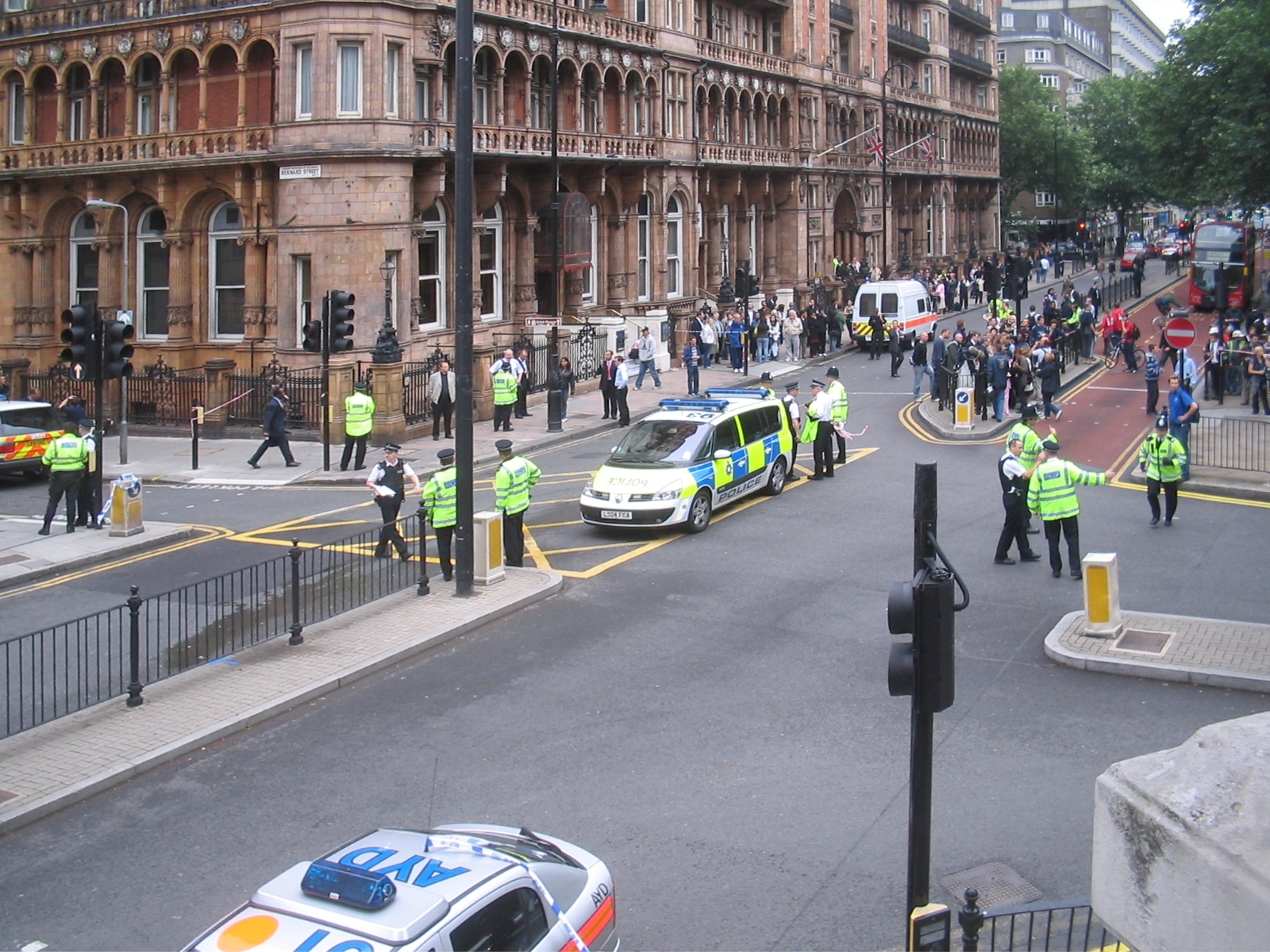
Plaça Russell (Russell Square)

Totes les hores estan en format British Summer Time (BST), (UTC+1 / GMT+1).
El dijous 7 de juliol de 2005, quatre explosions van paralitzar el sistema de transport públic de Londres en plena hora punta del matí. Quan faltaven 10 minuts per a les 9 del matí (BST, UTC+1), van explotar tres bombes amb una diferència de 50 segons entre elles en tres vagons del metro de Londres. Una quarta bomba va explotar en un autobús a 3/4 i 2 minuts de 10 a la Plaça Tavistock. Les bombes van provocar una interrupció severa en el transport de la ciutat i la infraestructura de telecomunicacions.
Van morir 56 persones, inclosos els quatre terroristes sospitosos, i 700 van resultar ferides. Aquest atemptat fou l'acte de terrorisme més sagnant del Regne Unit des que van morir 270 persones a l'atemptat de Lockerbie (Escòcia) el 1988, i l'atemptat més mortífer a Londres des de la Segona Guerra Mundial.
Els investigadors policials van identificar a quatre homes com a suposats terroristes suïcides. Aquests van ser els primers atemptats d'aquestes característiques a l'Europa occidental, i es pensa que van ser planejats per organitzacions paramilitars islamistes amb sèu al Regne Unit. L'organització terrorista al-Qaeda va assumir-ne la responsabilitat.
Els atemptats van ocórrer mentre al Regne Unit començava el primer dia de la 31a Cimera del G8, un dia després que Londres fos escollida sèu dels Jocs Olímpics de 2012, dos dies després de començar el judici de l'imam fonamentalista Abu Hamza, cinc dies després que s'hi realitzés el concert Live 8 i poc després que Gran Bretanya hagués assumit la presidència rotatòria del Consell de la Unió Europea.
El 21 de juliol del 2005, una segona sèrie de quatre explosions va tenir lloc al metro i en un autobús de Londres. No obstant això, aquesta vegada només els detonadors de les bombes van explotar i els quatre terroristes no van arribar a immolar-se. No va haver-hi víctimes mortals: l'únic ferit registrat va resultar ser un malalt d'asma hospitalitzat. Tots els terroristes d'aquest atac fallit han estat arrestats per la policia.

## Explosions
Poques hores després dels atemptats, el Secretari d'Estat, Charles Clarke, va dir a la Cambra dels Comuns que s'havien confirmat quatre explosions: tres al metro del centre de Londres i una en un autobús de dues plantes en plena hora punta. Cada una de les explosions va ser causada per una bomba carregada amb uns 4,5 kg d'explosius, situada al terra dels vagons del metro i de l'autobús. Les bombes del metro van ser detonades amb temporitzadors, mentre que l'atac a l'autobús podria haver estat causat bé per una bomba suïcida, bé per una detonació accidental.
Les autoritats policials tenien per segur que els atacs al metro havien estat desencadenats per temporitzadors. L'atac a l'autobús no estava tan clar. Tot i que segurament no es va tractar d'una bomba adossada a una persona, no és clar si hi havia un temporitzador com a les bombes del metro, si havia explotat intencionadament per un suïcida, o si s'hauria detonat accidentalment mentre era transportada. Encara no s'ha trobat cap prova concreta que apunti cap a qualsevol d'aquestes possibilitats.
Durant els següents dies també va haver-hi informes no confirmats que asseguraven que s'havien trobat dos paquets bomba als trens, que no van arribar a explotar. Més tard, la policia va justificar aquests informes dient que eren paquets sospitosos que van ser destruïts mitjançant explosions controlades, però que van resultar no ser bombes.

### Atacs a la xarxa de metro

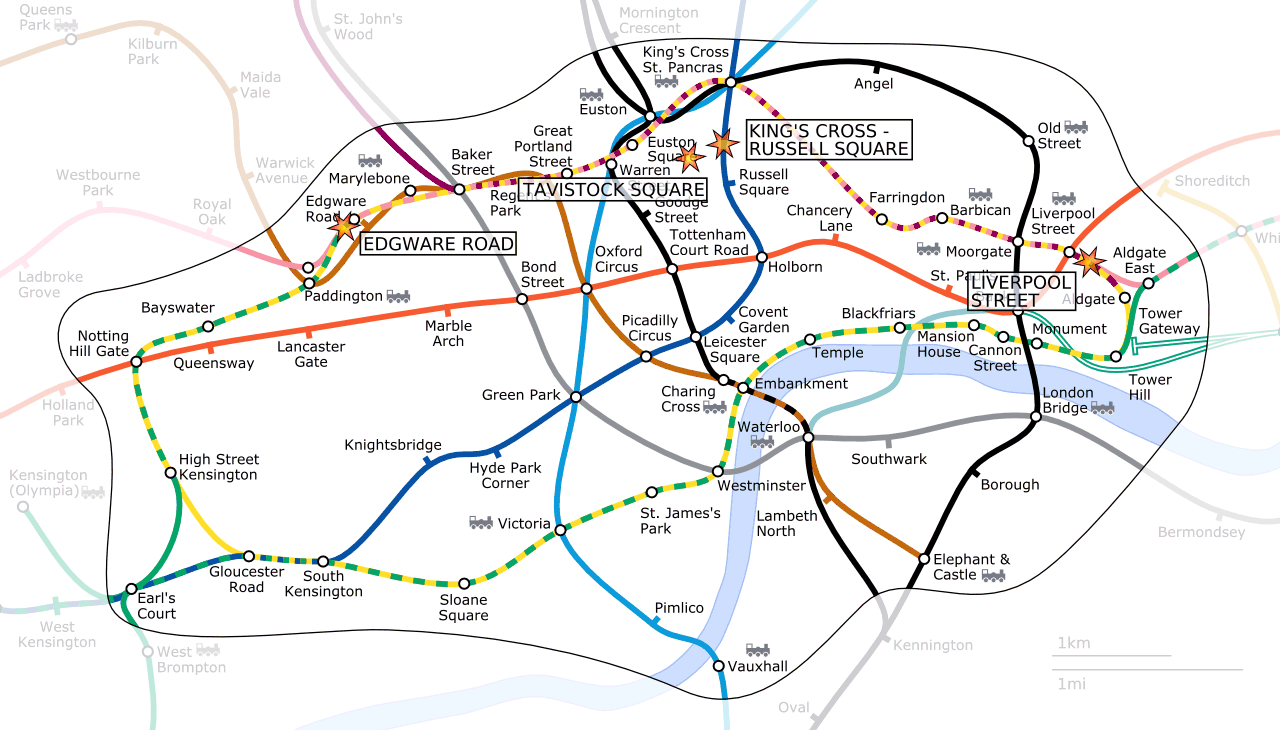
Zona de la xarxa de metro on es van produir els atacs amb els punts assenyalats al mapa.

Tres bombes van explotar al metro de Londres en un interval de 50 segons.
- La primera bomba va explotar a la línia de metro Circle Line entre el carrer Liverpool i l'Aldgate.

- La segona bomba va explotar a la mateixa línia i a l'estació Edgware Road. La bomba va explotar uns vuit minuts després que el tren deixés l'estació de Kings Cross.[3]

- La tercera bomba va explotar a la Picadilly Line, entre King's Cross St Pancras i Russell Square.[4]

Es va declarar l'alerta de codi ambre a les 9 hores i 19 minuts, i el metro de Londres va començar a tancar la xarxa, portant els trens a les estacions i suspenent tots els serveis.

### Atac a un autobús de dues plantes
- A les 9 hores i 47 minuts una bomba va explotar en un autobús. En aquell moment es trobava a la Plaça Tavistock i feia la seva ruta des de Marble Arch a Hackney Wick.

Just abans, l'autobús havia passat per la zona de Kings Cross quan anava des de Hackney Wick a Marble Arch. A Marble Arch, va girar i va començar el recorregut de tornada. Va sortir a les 9 del matí i va arribar a l'estació d'autobusos d'Euston a les 9 i 35 minuts, on una multitud de gent havia estat evacuada del metro i estava pujant als autobusos. L'autobús va seguir una ruta alternativa degut als tancaments dels carrers de la zona. No és clar quan ni on va pujar el terrorista.
L'explosió va arrencar el sostre superior del vehicle i va destrossar-ne la part posterior. Els testimonis van declarar haver vist "la meitat del vehicle volant pels aires".

### Víctimes mortals
Van morir 56 persones (52 víctimes i els quatre terroristes sospitosos). Dels 700 ferits, uns 350 van necessitar ser hospitalitzats, 22 en estat crític.

## Conseqüències
El 21 de juliol hi va haver una nova cadena d'atemptats amb un sol ferit i el 22 de juliol a conseqüència del terror provocat pels atemptats a Londres, Jean Charles de Menezes és abatut al metro de Stockwell per la policia londinenca a la fi d'una cursa de persecució quan va ser confós per un terrorista.